# Torneo Apertura 2021 (Uruguay)
El Torneo Apertura 2021 constituyó el primer certamen del 118.º Campeonato de Primera División del fútbol uruguayo organizado por la AUF.

## Participantes

### Información de equipos
Datos hasta antes del inicio del torneo. Todos los datos estadísticos corresponden únicamente a los Campeonatos Uruguayos organizados por la Asociación Uruguaya de Fútbol, no se incluyen los torneos de la FUF de 1923, 1924 ni el Torneo del Consejo Provisorio 1926 en las temporadas contadas. Las fechas de fundación de los equipos son las declaradas por los propios clubes implicados.
| Equipo               | Ciudad                 | Estadio                      | Capacidad | Fundación                | Temporadas | Temp. Consecutivas | Títulos | Subtítulos | 2020 |
| -------------------- | ---------------------- | ---------------------------- | --------- | ------------------------ | ---------- | ------------------ | ------- | ---------- | ---- |
| Boston River         | Las Piedras            | Juventud Parque Artigas      | 12 000    | 20 de febrero de 1939    | 5          | 5                  | 0       | 0          | 13°  |
| Cerrito              | Montevideo             | Parque Maracaná              | 14 000    | 28 de octubre de 1929    | 7          | 1                  | 0       | 0          |      |
| Cerro Largo          | Melo                   | Ubilla                       | 10.000    | 19 de noviembre de 2002  | 8          | 3                  | 0       | 0          | 6º   |
| Deportivo Maldonado  | Maldonado              | Domingo Burgueño Miguel      | 25 000    | 25 de agosto de 1928     | 8          | 2                  | 0       | 0          | 11º  |
| Fénix                | Montevideo             | Parque Capurro               | 5 500     | 7 de julio de 1916       | 39         | 12                 | 0       | 0          | 7º   |
| Liverpool            | Montevideo             | Belvedere                    | 8 384     | 15 de febrero de 1915    | 78         | 5                  | 0       | 0          | 2º   |
| Montevideo City      | Montevideo             | Charrúa                      | 60 235    | 26 de diciembre de 2007  | 3          | 2                  | 0       | 0          | 4º   |
| Montevideo Wanderers | Montevideo             | Parque Alfredo Víctor Viera  | 15 000    | 15 de agosto de 1902     | 104        | 21                 | 3       | 8          | 5º   |
| Nacional             | Montevideo             | Gran Parque Central          | 34 000    | 14 de mayo de 1899       | 116        | 116                | 48      | 44         | 1º   |
| Peñarol              | Montevideo             | Campeón del Siglo            | 40 005    | 28 de septiembre de 1891 | 115        | 92                 | 52      | 47         | 3º   |
| Plaza Colonia        | Colonia del Sacramento | Juan Gaspar Prandi           | 6 000     | 22 de abril de 1917      | 11         | 3                  | 0       | 0          | 10º  |
| Progreso             | Montevideo             | Abraham Paladino             | 5 400     | 30 de abril de 1917      | 24         | 4                  | 1       | 0          | 14º  |
| Rentistas            | Montevideo             | Complejo Rentistas           | 10.600    | 26 de marzo de 1933      | 28         | 2                  | 0       | 1          | 9º   |
| River Plate          | Montevideo             | Parque Federico Omar Saroldi | 5.165     | 11 de mayo de 1932       | 72         | 17                 | 4       | 0          | 8º   |
| Sud América          | Montevideo             | Parque Ángel Fossa           | 8 000     | 15 de febrero de 1914    | 51         | 1                  | 0       | 0          |      |
| Villa Española       | Montevideo             | Obdulio Varela               | 8 000     | 18 de agosto de 1940     | 6          | 1                  | 0       | 0          |      |

- Posición en 2020 en la tabla anual.

## Clasificación
| Pos. | Equipo               | Pts. | PJ | G  | E | P | GF | GC | Dif. |  |
| ---- | -------------------- | ---- | -- | -- | - | - | -- | -- | ---- |  |
| 1    | Plaza Colonia (C)    | 36   | 15 | 11 | 3 | 1 | 20 | 7  | +13  |  |
| 2    | Nacional             | 29   | 15 | 9  | 2 | 4 | 23 | 12 | +11  |  |
| 3    | Peñarol              | 28   | 15 | 7  | 7 | 1 | 22 | 10 | +12  |  |
| 4    | Liverpool            | 27   | 15 | 8  | 3 | 4 | 38 | 20 | +18  |  |
| 5    | River Plate          | 26   | 15 | 7  | 5 | 3 | 27 | 20 | +7   |  |
| 6    | Montevideo City      | 25   | 15 | 8  | 1 | 6 | 26 | 19 | +7   |  |
| 7    | Fénix                | 21   | 15 | 6  | 3 | 6 | 20 | 22 | −2   |  |
| 8    | Cerro Largo          | 20   | 15 | 6  | 2 | 7 | 20 | 22 | −2   |  |
| 9    | Cerrito              | 19   | 15 | 5  | 4 | 6 | 14 | 15 | −1   |  |
| 10   | Sud América          | 18   | 15 | 5  | 3 | 7 | 15 | 22 | −7   |  |
| 11   | Montevideo Wanderers | 17   | 15 | 5  | 2 | 8 | 12 | 15 | −3   |  |
| 12   | Rentistas            | 16   | 15 | 4  | 4 | 7 | 12 | 21 | −9   |  |
| 13   | Boston River         | 14   | 15 | 3  | 5 | 7 | 14 | 19 | −5   |  |
| 14   | Deportivo Maldonado  | 14   | 15 | 3  | 5 | 7 | 11 | 22 | −11  |  |
| 15   | Progreso             | 11   | 15 | 2  | 5 | 8 | 13 | 26 | −13  |  |
| 16   | Villa Española       | 9    | 15 | 1  | 6 | 8 | 14 | 26 | −12  |  |

 Fuente: AUF
|  | Campeón del Torneo Apertura y clasificado a la semifinal del Campeonato Uruguayo. |

## Evolución de la clasificación
- Actualizado al 22 de agosto de 2021.

| Equipo \ Jornadas      | 01  | 02  | 03 | 04 | 05 | 06 | 07 | 08 | 09 | 10 | 11 | 12 | 13 | 14 | 15 |
| ---------------------- | --- | --- | -- | -- | -- | -- | -- | -- | -- | -- | -- | -- | -- | -- | -- |
| Plaza Colonia          | 11* | 7*  | 1  | 4  | 4  | 3  | 2  | 2  | 2  | 1  | 1  | 1  | 1  | 1  | 1  |
| Nacional               | 8*  | 4*  | 4  | 2  | 2  | 2  | 1  | 1  | 1  | 3  | 2  | 2  | 2  | 2  | 2  |
| Peñarol                | 9*  | 11* | 7  | 8  | 8  | 7  | 4  | 5  | 6  | 6  | 5  | 4  | 4  | 3  | 3  |
| Liverpool              | 2   | 6   | 3  | 1  | 1  | 4  | 3  | 3  | 3  | 4  | 4  | 3  | 3  | 4  | 4  |
| River Plate            | 15  | 9   | 10 | 6  | 3  | 1  | 5  | 4  | 4  | 2  | 3  | 5  | 5  | 5  | 5  |
| Montevideo City Torque | 13  | 16  | 11 | 9  | 5  | 5  | 6  | 7  | 5  | 5  | 6  | 6  | 6  | 6  | 6  |
| Fénix                  | 1   | 2   | 8  | 5  | 9  | 10 | 11 | 12 | 12 | 9  | 11 | 11 | 11 | 8  | 7  |
| Cerro Largo            | 10* | 5*  | 6  | 10 | 11 | 11 | 9  | 10 | 10 | 12 | 9  | 7  | 8  | 10 | 8  |
| Cerrito                | 3   | 8   | 9  | 11 | 12 | 8  | 7  | 9  | 9  | 11 | 8  | 9  | 7  | 7  | 9  |
| Sud América            | 5   | 1   | 5  | 7  | 10 | 12 | 12 | 14 | 13 | 13 | 13 | 13 | 12 | 11 | 10 |
| Wanderers              | 4   | 3   | 2  | 3  | 7  | 6  | 8  | 6  | 7  | 7  | 10 | 8  | 9  | 9  | 11 |
| Rentistas              | 16  | 10  | 12 | 13 | 13 | 13 | 13 | 11 | 11 | 8  | 7  | 10 | 10 | 12 | 12 |
| Boston River           | 12  | 15  | 16 | 16 | 16 | 15 | 15 | 15 | 15 | 15 | 15 | 14 | 14 | 14 | 13 |
| Deportivo Maldonado    | 14  | 13  | 13 | 12 | 6  | 9  | 10 | 8  | 8  | 10 | 12 | 12 | 13 | 13 | 14 |
| Progreso               | 6   | 14  | 14 | 14 | 15 | 14 | 14 | 13 | 14 | 14 | 14 | 15 | 15 | 15 | 15 |
| Villa Española         | 7   | 12  | 15 | 15 | 14 | 16 | 16 | 16 | 16 | 16 | 16 | 16 | 16 | 16 | 16 |

Fuente: AUF
- Posición con (*) indica el lugar en la tabla con un partido pendiente.

## Fixture
- Los horarios corresponden al huso horario de Uruguay: (UTC-3).

| Villa Española         | 0:0 | Progreso      | Obdulio Varela              | 15 de mayo | 15:00 | Fernando Falce  |
| Wanderers              | 1:0 | Boston River  | Parque Alfredo Víctor Viera | 15 de mayo | 17:15 | Yimmy Álvarez   |
| Montevideo City Torque | 0:1 | Sud América   | Centenario                  | 15 de mayo | 19:30 | Diego Dunajec   |
| Rentistas              | 0:3 | Fénix         | Complejo Rentistas          | 16 de mayo | 15:00 | Leodán González |
| Deportivo Maldonado    | 2:4 | Liverpool     | Domingo Burgueño Miguel     | 16 de mayo | 17:15 | José Burgos     |
| Cerrito                | 3:1 | River Plate   | Charrúa                     | 16 de mayo | 19:30 | Santiago Motta  |
| Peñarol                | 0:0 | Plaza Colonia | Campeón del Siglo           | 2 de junio | 18:00 | Diego Riveiro   |
| Nacional               | 1:2 | Cerro Largo   | Gran Parque Central         | 2 de junio | 20:30 | José Burgos     |

| Boston River  | 1:2 | Rentistas              | Parque Artigas              | 22 de mayo | 12:00 | Matías de Armas  |
| Fénix         | 0:0 | Peñarol                | Parque Capurro              | 22 de mayo | 15:00 | Esteban Ostojich |
| Cerro Largo   | 3:1 | Cerrito                | Ubilla                      | 22 de mayo | 17:15 | Nicolás Vignolo  |
| Plaza Colonia | 1:0 | Montevideo City Torque | Parque Prandi               | 23 de mayo | 12:00 | Pablo Giménez    |
| Progreso      | 1:3 | Nacional               | Parque Paladino             | 23 de mayo | 15:00 | Diego Riveiro    |
| Wanderers     | 0:0 | Deportivo Maldonado    | Parque Alfredo Víctor Viera | 23 de mayo | 17:15 | Javier Feres     |
| River Plate   | 3:2 | Liverpool              | Parque Saroldi              | 24 de mayo | 15:00 | Jonathan Fuentes |
| Sud América   | 2:1 | Villa Española         | Juan Antonio Lavalleja      | 24 de mayo | 17:15 | Daniel Rodríguez |

| Liverpool              | 3:0 | Cerro Largo   | Belvedere               | 29 de mayo | 13:00 | Diego Riveiro      |
| Villa Española         | 1:3 | Plaza Colonia | Obdulio Varela          | 29 de mayo | 15:15 | Yimmy Álvarez      |
| Cerrito                | 0:0 | Progreso      | Charrúa                 | 29 de mayo | 17:30 | Antonio García     |
| Deportivo Maldonado    | 0:0 | River Plate   | Domingo Burgueño Miguel | 30 de mayo | 15:00 | Matías de Armas    |
| Peñarol                | 5:2 | Boston River  | Campeón del Siglo       | 30 de mayo | 18:00 | Christian Ferreyra |
| Nacional               | 1:0 | Sud América   | Gran Parque Central     | 30 de mayo | 20:30 | Andrés Cunha       |
| Rentistas              | 0:1 | Wanderers     | Complejo Rentistas      | 31 de mayo | 15:00 | Diego Dunajec      |
| Montevideo City Torque | 2:0 | Fénix         | Luis Franzini           | 31 de mayo | 17:15 | José Burgos        |

| Progreso      | 1:3 | Liverpool              | Parque Paladino             | 4 de junio | 15:00 | Andrés Cunha     |
| Plaza Colonia | 1:2 | Nacional               | Parque Prandi               | 5 de junio | 15:00 | Gustavo Tejera   |
| Sud América   | 0:0 | Cerrito                | Juan Antonio Lavalleja      | 5 de junio | 17:15 | Fernando Falce   |
| Boston River  | 1:2 | Montevideo City Torque | Parque Artigas              | 6 de junio | 12:45 | Javier Feres     |
| Rentistas     | 0:2 | Deportivo Maldonado    | Complejo Rentistas          | 6 de junio | 15:00 | Pablo Giménez    |
| Cerro Largo   | 2:4 | River Plate            | Ubilla                      | 6 de junio | 17:15 | Daniel Rodríguez |
| Wanderers     | 0:0 | Peñarol                | Parque Alfredo Víctor Viera | 6 de junio | 20:15 | Yimmy Álvarez    |
| Fénix         | 1:0 | Villa Española         | Parque Capurro              | 7 de junio | 15:00 | Diego Riveiro    |

| Liverpool              | 5:0 | Sud América   | Belvedere           | 11 de junio | 15:00 | Pablo Giménez      |
| Montevideo City Torque | 2:1 | Wanderers     | Luis Franzini       | 11 de junio | 17:15 | Antonio García     |
| River Plate            | 4:0 | Progreso      | Parque Saroldi      | 12 de junio | 15:00 | José Burgos        |
| Cerrito                | 1:2 | Plaza Colonia | Charrúa             | 12 de junio | 17:15 | Claudia Umpiérrez  |
| Peñarol                | 1:1 | Rentistas     | Campeón del Siglo   | 12 de junio | 20:15 | Gustavo Tejera     |
| Deportivo Maldonado    | 2:1 | Cerro Largo   | Domingo Burgueño    | 13 de junio | 12:30 | Christian Ferreyra |
| Nacional               | 3:1 | Fénix         | Gran Parque Central | 13 de junio | 15:30 | Andrés Matonte     |
| Villa Española         | 2:2 | Boston River  | Obdulio Varela      | 14 de junio | 15:00 | Diego Riveiro      |

| Plaza Colonia | 2:1 | Liverpool              | Parque Prandi               | 17 de junio | 15:00 | Andrés Matonte     |
| Rentistas     | 0:2 | Montevideo City Torque | Complejo Rentistas          | 18 de junio | 12:45 | Santiago Motta     |
| Fénix         | 1:3 | Cerrito                | Parque Capurro              | 18 de junio | 15:00 | Mathías de Armas   |
| Sud América   | 1:2 | River Plate            | Jardines del Hipódromo      | 19 de junio | 10:00 | Diego Riveiro      |
| Progreso      | 0:0 | Cerro Largo            | Parque Paladino             | 19 de junio | 12:15 | Gustavo Tejera     |
| Boston River  | 1:1 | Nacional               | Parque Artigas              | 19 de junio | 15:00 | Daniel Rodríguez   |
| Wanderers     | 3:0 | Villa Española         | Parque Alfredo Víctor Viera | 19 de junio | 17:15 | Christian Ferreyra |
| Peñarol       | 4:0 | Deportivo Maldonado    | Campeón del Siglo           | 20 de junio | 15:30 | José Burgos        |

| Liverpool              | 5:2 | Fénix         | Belvedere           | 22 de junio | 12:45 | Fernando Falce   |
| River Plate            | 0:1 | Plaza Colonia | Parque Saroldi      | 22 de junio | 15:00 | Gustavo Tejera   |
| Cerro Largo            | 2:1 | Sud América   | Ubilla              | 22 de junio | 17:15 | Diego Dunajec    |
| Cerrito                | 1:0 | Boston River  | Charrúa             | 22 de junio | 19:30 | Jonathan Fuentes |
| Villa Española         | 0:1 | Rentistas     | Obdulio Varela      | 23 de junio | 13:00 | Javier Feres     |
| Montevideo City Torque | 0:1 | Peñarol       | Luis Franzini       | 23 de junio | 15:45 | Andrés Matonte   |
| Deportivo Maldonado    | 1:1 | Progreso      | Domingo Burgueño    | 24 de junio | 13:00 | Diego Riveiro    |
| Nacional               | 3:0 | Wanderers     | Gran Parque Central | 24 de junio | 15:45 | Yimmy Álvarez    |

| Fénix                  | 3:4 | River Plate         | Parque Capurro              | 26 de junio | 15:00 | Javier Feres       |
| Peñarol                | 1:1 | Villa Española      | Campeón del Siglo           | 26 de junio | 18:00 | Fernando Falce     |
| Boston River           | 1:1 | Liverpool           | Parque Artigas              | 27 de junio | 12:00 | Christian Ferreyra |
| Rentistas              | 1:1 | Nacional            | Complejo Rentistas          | 27 de junio | 15:00 | Jonathan Fuentes   |
| Plaza Colonia          | 1:1 | Cerro Largo         | Parque Prandi               | 28 de junio | 15:00 | Diego Riveiro      |
| Montevideo City Torque | 2:3 | Deportivo Maldonado | Luis Franzini               | 28 de junio | 17:15 | Antonio García     |
| Sud América            | 2:4 | Progreso            | Jardines del Hipódromo      | 29 de junio | 15:00 | Nicolás Vignolo    |
| Wanderers              | 1:0 | Cerrito             | Parque Alfredo Víctor Viera | 29 de junio | 17:15 | Gustavo Tejera     |

| Villa Española      | 2:3 | Montevideo City Torque | Obdulio Varela          | 3 de julio | 11:45 | Diego Riveiro     |
| River Plate         | 1:1 | Boston River           | Parque Saroldi          | 3 de julio | 14:00 | Yimmy Álvarez     |
| Cerro Largo         | 1:2 | Fénix                  | Ubilla                  | 3 de julio | 16:15 | Pablo Giménez     |
| Deportivo Maldonado | 1:3 | Sud América            | Domingo Burgueño Miguel | 4 de julio | 15:00 | Santiago Motta    |
| Nacional            | 2:0 | Peñarol                | Gran Parque Central     | 4 de julio | 16:00 | Gustavo Tejera    |
| Progreso            | 1:2 | Plaza Colonia          | Parque Paladino         | 5 de julio | 15:00 | Mathías de Armas  |
| Cerrito             | 0:1 | Rentistas              | Charrúa                 | 5 de julio | 17:45 | Antonio García    |
| Liverpool           | 2:1 | Wanderers              | Belvedere               | 6 de julio | 15:00 | Claudia Umpiérrez |

| Villa Española         | 2:0 | Deportivo Maldonado | Obdulio Varela              | 10 de julio | 12:45 | José Burgos        |
| Plaza Colonia          | 1:0 | Sud América         | Parque Prandi               | 10 de julio | 15:00 | Andrés Matonte     |
| Wanderers              | 1:2 | River Plate         | Parque Alfredo Víctor Viera | 10 de julio | 17:15 | Diego Riveiro      |
| Boston River           | 1:0 | Cerro Largo         | Parque Artigas              | 11 de julio | 12:15 | Javier Feres       |
| Fénix                  | 2:1 | Progreso            | Parque Capurro              | 11 de julio | 15:00 | Daniel Rodríguez   |
| Montevideo City Torque | 3:0 | Nacional            | Luis Franzini               | 11 de julio | 18:00 | Christian Ferreyra |
| Peñarol                | 2:0 | Cerrito             | Campeón del Siglo           | 11 de julio | 20:30 | Jonathan Fuentes   |
| Rentistas              | 2:1 | Liverpool           | Complejo Rentistas          | 12 de julio | 15:00 | Pablo Giménez      |

| Progreso               | 1:0 | Boston River   | Parque Paladino        | 16 de julio | 15:00 | Jonathan Fuentes |
| River Plate            | 0:0 | Rentistas      | Parque Saroldi         | 17 de julio | 12:45 | Andrés Matonte   |
| Deportivo Maldonado    | 0:1 | Plaza Colonia  | Domingo Burgueño       | 17 de julio | 15:00 | Diego Riveiro    |
| Cerro Largo            | 2:0 | Wanderers      | Ubilla                 | 17 de julio | 17:15 | Santiago Motta   |
| Sud América            | 1:1 | Fénix          | Jardines del Hipódromo | 24 de julio | 15:00 | Diego Dunajec    |
| Montevideo City Torque | 0:2 | Cerrito        | Luis Franzini          | 24 de julio | 19:15 | José Burgos      |
| Liverpool              | 3:3 | Peñarol        | Belvedere              | 25 de julio | 15:00 | Esteban Ostojich |
| Nacional               | 3:0 | Villa Española | Gran Parque Central    | 25 de julio | 18:00 | Antonio García   |

| Rentistas              | 1:3 | Cerro Largo         | Complejo Rentistas          | 30 de julio | 15:00 | Yimmy Álvarez      |
| Boston River           | 2:0 | Sud América         | Parque Artigas              | 31 de julio | 15:00 | Mathías de Armas   |
| Wanderers              | 2:0 | Progreso            | Parque Alfredo Víctor Viera | 31 de julio | 17:15 | Andrés Matonte     |
| Montevideo City Torque | 0:3 | Liverpool           | Luis Franzini               | 1 de agosto | 12:45 | Gustavo Tejera     |
| Fénix                  | 0:1 | Plaza Colonia       | Parque Capurro              | 1 de agosto | 15:00 | Esteban Ostojich   |
| Peñarol                | 2:0 | River Plate         | Campeón del Siglo           | 1 de agosto | 18:00 | Christian Ferreyra |
| Nacional               | 2:0 | Deportivo Maldonado | Gran Parque Central         | 1 de agosto | 20:30 | Daniel Fedorczuk   |
| Villa Española         | 1:1 | Cerrito             | Obdulio Varela              | 2 de agosto | 15:00 | Diego Riveiro      |

| Progreso            | 2:2 | Rentistas              | Parque Paladino        | 6 de agosto  | 15:00 | José Burgos      |
| Cerro Largo         | 0:1 | Peñarol                | Ubilla                 | 6 de agosto  | 18:00 | Gustavo Tejera   |
| River Plate         | 3:3 | Montevideo City Torque | Parque Saroldi         | 7 de agosto  | 15:00 | Esteban Ostojich |
| Liverpool           | 2:2 | Villa Española         | Belvedere              | 8 de agosto  | 15:00 | Javier Feres     |
| Cerrito             | 2:0 | Nacional               | Charrúa                | 8 de agosto  | 18:00 | Andrés Matonte   |
| Sud América         | 1:0 | Wanderers              | Jardines del Hipódromo | 9 de agosto  | 12:45 | Jonathan Fuentes |
| Plaza Colonia       | 0:0 | Boston River           | Parque Prandi          | 9 de agosto  | 15:00 | Daniel Fedorczuk |
| Deportivo Maldonado | 0:0 | Fénix                  | Domingo Burgueño       | 10 de agosto | 15:00 | Nicolás Vignolo  |

| Rentistas              | 1:2 | Sud América         | Complejo Rentistas  | 14 de agosto | 11:00 | Diego Riveiro      |
| Peñarol                | 1:0 | Progreso            | Campeón del Siglo   | 14 de agosto | 19:00 | Leodán González    |
| Villa Española         | 1:1 | River Plate         | Obdulio Varela      | 15 de agosto | 16:00 | Christian Ferreyra |
| Montevideo City Torque | 3:0 | Cerro Largo         | Luis Franzini       | 15 de agosto | 16:00 | Daniel Fedorczuk   |
| Nacional               | 1:0 | Liverpool           | Gran Parque Central | 15 de agosto | 18:00 | Andrés Cunha       |
| Wanderers              | 0:2 | Plaza Colonia (C)   | Parque Viera        | 15 de agosto | 20:30 | Gustavo Tejera     |
| Boston River           | 0:2 | Fénix               | Parque Artigas      | 16 de agosto | 15:00 | Andrés Matonte     |
| Cerrito                | 0:0 | Deportivo Maldonado | Charrúa             | 16 de agosto | 19:00 | Esteban Ostojich   |

| Progreso            | 1:4 | Montevideo City Torque | Parque Paladino        | 20 de agosto | 12:45 | Daniel Rodríguez |
| Fénix               | 2:1 | Wanderers              | Parque Capurro         | 20 de agosto | 15:00 | Santiago Motta   |
| Liverpool           | 3:0 | Cerrito                | Belvedere              | 21 de agosto | 10:15 | Leodán González  |
| Deportivo Maldonado | 0:2 | Boston River           | Domingo Burgueño       | 21 de agosto | 12:30 | Antonio García   |
| River Plate         | 2:0 | Nacional               | Parque Saroldi         | 21 de agosto | 15:00 | Diego Riveiro    |
| Plaza Colonia       | 2:0 | Rentistas              | Parque Prandi          | 22 de agosto | 12:30 | Fernando Falce   |
| Sud América         | 1:1 | Peñarol                | Jardines del Hipódromo | 22 de agosto | 15:00 | José Burgos      |
| Cerro Largo         | 3:1 | Villa Española         | Ubilla                 | 22 de agosto | 17:30 | Yimmy Álvarez    |

## Goleadores
| Jugador                  | Club        | Goles | PJ | GPP  |
| ------------------------ | ----------- | ----- | -- | ---- |
| Gonzalo Bergessio        | Nacional    | 12    | 14 | 0.86 |
| Juan Ignacio Ramírez     | Liverpool   | 11    | 9  | 1.22 |
| Maximiliano Silvera      | Cerrito     | 11    | 15 | 0.73 |
| Matías Arezo             | River Plate | 11    | 15 | 0.73 |
| Agustín Álvarez Martínez | Peñarol     | 8     | 13 | 0.62 |
| Federico Martínez        | Liverpool   | 7     | 12 | 0.58 |
| Leandro Otormín          | Cerro Largo | 6     | 13 | 0.46 |
| Sebastián Fernández      | Liverpool   | 5     | 13 | 0.38 |
| Thiago Borbas            | River Plate | 5     | 13 | 0.38 |
| Gustavo Alles            | Progreso    | 4     | 12 | 0.33 |

### Tripletes o más
A continuación se detallan los tripletes conseguidos a lo largo del Torneo Apertura.
| Fecha     | Jugador              | Goles       | Local               |  | Resultado |  | Visitante   | Rep.    |
| --------- | -------------------- | ----------- | ------------------- |  | --------- |  | ----------- | ------- |
| 16/5/2021 | Juan Ignacio Ramírez | 4' 33' 44'  | Deportivo Maldonado |  | 2 – 4     |  | Liverpool   | Fecha 1 |
| 11/6/2021 | Juan Ignacio Ramírez | 42' 58' 76' | Liverpool           |  | 5 – 0     |  | Sud América | Fecha 5 |
| 13/6/2021 | Gonzalo Bergessio    | 8' 17' 27'  | Nacional            |  | 3 – 1     |  | Fénix       | Fecha 5 |
| 18/6/2021 | Maximiliano Silvera  | 6' 60' 82'  | Fénix               |  | 1 – 3     |  | Cerrito     | Fecha 6 |
| 24/6/2021 | Gonzalo Bergessio    | 3' 53' 71'  | Nacional            |  | 3 – 0     |  | Wanderers   | Fecha 7 |

## Récords
- Primer gol del Torneo Apertura: Hernán Rivero de Wanderers vs. Boston River (15 de mayo de 2021)

- Último gol del Torneo Apertura: Leandro Otormín de Cerro Largo vs. Villa Española (22 de agosto de 2021)

- Gol más tempranero en el Apertura: 49 segundos: Walter Gargano de Peñarol vs. Deportivo Maldonado (20 de junio de 2021)

- Gol más tardío en el Apertura: 96 minutos y 5 segundos: Gustavo Alles de Progreso vs. Fénix (11 de julio de 2021)

- Mayor número de goles marcados en un partido en el Apertura: 7 goles (5–2) Peñarol vs. Boston River (30 de mayo de 2021)
(5–2) Liverpool vs. Fénix (22 de junio de 2021)

- Mayor victoria local en el Apertura: (5–0) Liverpool vs. Sud América (11 de junio de 2021)
- Mayor victoria visitante en el Apertura: (0–3) Rentistas vs. Fénix (16 de mayo de 2021)